# Paul Temple und der Fall Spencer
Paul Temple und der Fall Spencer ist ein achtteiliges Hörspiel aus der Paul-Temple-Reihe von Francis Durbridge, das der WDR im Jahre 1959 produzierte und in der Zeit vom 2. Oktober bis 20. November 1959 erstmals ausstrahlte. Die gesamte Spieldauer beträgt 272 Minuten.

## Folgentitel
Die einzelnen Folgen der früheren Mehrteiler waren noch mit separaten Untertiteln versehen. Ab dem Lawrence-Fall hat man, mit Ausnahme des Genf-Falles, beim WDR offensichtlich darauf verzichtet.

## Handlung
Der Schriftsteller und Privatdetektiv Paul Temple befindet sich mit seiner Frau Steve auf der Rückreise von Salzburg nach London. Im Speisewagen des Zuges treffen sie den Impresario Robert Dreisler, der auf dem Weg zu seiner Tochter Mary nach London ist, wo diese eine Schauspielschule besucht.
In London angekommen erfahren die Temples, dass das Mädchen in seiner Wohnung von der Hauswirtin Mrs. Thornton ermordet aufgefunden worden ist. Es wurde nichts gestohlen. Am Tag nach dem Mord kam per Post ein Päckchen mit einer Schallplatte für Mary an. Auf dem Begleitschreiben stand: "Es war ein Genuss! Herzlichst, Spencer". Doch niemand scheint diesen Spencer zu kennen. Robert Dreisler, der Temple um Hilfe bittet, zeigt diesem einen anonymen Brief, in dem auf eine Diamantbrosche hingewiesen wird, die ein gewisser Adrian Frost seiner Tochter aus einem ganz bestimmten Anlass geschenkt haben soll.
Peter Welles, der heimlich mit Mary verlobt war, behauptet, dass Adrian Frost, der sich als Schriftsteller ausgibt, direkt oder indirekt Schuld an dem Mord trägt. Als der zwielichtige Autohändler Clutch Brompton Temple den Tipp gibt, er möge sich die Schallplatte anhören, wird er von einem Auto angefahren und schwer verletzt. Die Schallplatte, die den Titel Mein Herz und Harry trägt, ist aus der Wohnung der Toten verschwunden. Mrs. Thornton will beobachtet haben, wie der Vater die Platte mitgenommen hat. Das wird von Dreisler aber bestritten.
Judy Milton, eine Freundin von Mary Dreisler, bittet Paul Temple telefonisch zu sich, um ihm etwas Wichtiges mitzuteilen. Als die Temples vor dem Haus ankommen, fällt drinnen ein Schuss. Judy Milton ist tot. Auf einen Katalog, der neben der Leiche liegt, hat jemand "Fragen Sie Spencer nach Mein Herz und Harry" geschrieben. Am nächsten Tag kommt mit der Post ein Brief von Judy an, in dem sie Paul bittet, ein Päckchen durch seine Gattin im Neptun-Klub abholen zu lassen. In dem Päckchen befindet sich die fragliche Schallplatte. Der Ganove Eric Lansdale versucht erfolglos, angeblich im Auftrag von Adrian Frost, Paul die Platte wieder abzujagen. Frost bestreitet jede Beteiligung an dieser Sache energisch. Als Temple und Sir Graham Forbes endlich dazu kommen, die Schallplatte aufzulegen, hören sie nur ein Potpourri aus Oklahoma!.
Terry Gibson, die Leiterin des Neptun-Klubs, macht Temple auf den verlotterten Sänger Pete Roberts aufmerksam, der das Lied Mein Herz und Harry im Auftrag von Robert Dreisler für eine Schallplattenaufnahme gesungen haben soll. Der Impresario hingegen behauptet, dass Roberts sich selbst ein Lied hatte aussuchen können. Dreisler, der Roberts ursprünglich für eine neue Broadway-Show habe engagieren wollen, musste aber wegen dessen Alkoholsucht davon Abstand nehmen.
Clutch Brompton, der noch im Krankenhaus liegt, erzählt Temple, dass es Eric Lansdale war, der ihn damals angefahren hatte und dass dieser für Spencer arbeitet. Spencer soll vor zwei Jahren eine kleine Themse-Insel in der Nähe von Henley mit einem Bungalow darauf gekauft haben und seither als Versteck nutzen. Steve erhält einen angeblichen Anruf von Paul, der sie auffordert, mit dem Wagen zum Krankenhaus zu kommen. Obwohl der Anrufer das vereinbarte Kennwort kannte, hat sie Zweifel. Kurze Zeit, nach dem der Schwindel aufgeflogen ist, explodiert das in einer Großgarage abgestellte Auto der Temples. Steve entdeckt eine Abhörvorrichtung im Wohnzimmer, mit deren Hilfe man aus einer vorübergehend leer stehenden Wohnung die Gespräche der Temples belauschen konnte.
Aus den Bruchstücken eines zufällig mitgehörten Telefongesprächs, das Terry Gibson von ihrem Büro aus geführt hat, entnimmt Temple, dass eine Person namens Pete eventuell beseitigt werden soll. Daraufhin sucht er Pete Roberts auf und warnt ihn vor einem möglichen Mordanschlag. Außerdem bittet er Inspektor Vosper, eine bestimmte Person in Schutzhaft zu nehmen und festzustellen, mit welchem Anschluss Miss Gibson telefoniert hat.
Die Temples sind nach Henley gefahren, um sich die mysteriöse Themse-Insel näher anzusehen. In der Hotelhalle trifft Steve zufällig auf Robert Dreisler, der einen Bekannten in Henley besucht haben will. Als die Temples am späten Abend mit ihrem Boot an der Insel anlegen, entdecken sie im Wasser die Leiche von Peter Welles. Im Wohnzimmer des offenbar unbewohnten Bungalows finden die beiden eine Tischkarte des Pariser Nachtlokals  La Mediterranée, auf dem der Name von Pete Roberts als Sänger aufgeführt ist. Auf der Rückfahrt zum Ufer werden sie von einem Unbekannten beschossen. Nur mit Glück können sie sich in Sicherheit bringen.
Paul Temple erfährt von Clutch Brompton, dass Mary Dreisler und ein paar andere Leute zu einer kleinen Gruppe gehörten, die gestohlene Edelsteine vom Kontinent aus nach England schmuggelten und daran ein Vermögen verdienten. Hehler und Chef der Bande ist ein Mann, der sich Spencer nennt, und dieser Spencer war es auch, der Mary ermordete. Clutch, der zu den Helfershelfern gehörte, erfuhr von Mary, dass es eine Schallplatte gibt, auf der Details über die Organisation festgehalten sind, was ihm dann auch zum Verhängnis wurde. In der Brieftasche des verhafteten Eric Lansdale entdeckt Temple einen weiteren Hinweis auf das Pariser Lokal  La Mediterranée. Pete Roberts erzählt Temple von seinem kurzzeitigen Engagement in diesem Haus und von seinem Chef, einem gewissen André Reynaud.
Nach einem Gespräch mit Terry Gibson im Neptun-Klub werden die Temples fast von einem Auto überfahren. Wie sich herausstellt, gehört der Wagen Adrian Frost, der aber offensichtlich nicht der Fahrer war.
Sir Graham Forbes bringt in Erfahrung, dass André Reynaud anscheinend in den Juwelenschmuggel an führender Stelle involviert ist, zumal er auch regelmäßig nach London fliegt. Als sich herausstellt, dass er gerade wieder auf dem Weg in die britische Hauptstadt ist, heftet sich Ritchie, ein Mann von Forbes, an seine Fersen. Stunden später wird Ritchie tot in einem brennenden Wagen aufgefunden. Tags darauf wird Reynaud von der Polizei gefasst. Inspektor Vosper und Temple finden heraus, dass alle übrigen in den Fall verwickelten Personen Kabinen auf der Queen Elizabeth gebucht haben, um das Land in Richtung New York zu verlassen.
Am Abend vor dem Auslaufen des Schiffes fühlen sich die Verdächtigen schon sicher, doch dann betreten Temple und ein Aufgebot von Scotland Yard das Schiff. Temple berichtet, dass Dreisler, ein wichtiges Bandenmitglied, von Anfang an den Mörder seiner Tochter kannte. Adrian Frost, der sich in Mary verliebt hatte, schenkte dem Mädchen eine Diamantbrosche, als er annahm, dass Mary sich von der Schmuggelbande getrennt hätte. Doch Peter Welles, ein berufsmäßiger Erpresser, überredete Mary, alles über die Organisation auf Schallplatte aufzunehmen, um Spencer damit erpressen zu können. Spencer tötete Mary, um in Besitz der Platte zu gelangen, doch die hatte Welles vorher vertauscht. Als Temple Roberts auf den Kopf zusagt, dass er Spencer ist, zieht dieser einen Revolver, um sich den Weg frei zu schießen. Doch Temple kann ihn stellen.

## Besetzung
- René Deltgen: Paul Temple
- Annemarie Cordes: Steve, seine Frau
- Kurt Lieck: Sir Graham Forbes
- Herbert Hennies: Charlie, Diener der Temples
- P. Walter Jacob: Robert Dreisler
- Friedrich W. Bauschulte: Inspektor Vosper
- Heinz Schimmelpfennig: Adrian Frost
- Peter René Körner: Pete Roberts
- Louise Cleve: Terry Gibson
- Pinkas Braun: Peter Welles
- Herbert A. E. Böhme: Clutch Brompton
- Hans Günther Riebold: Eric Lansdale
- Elfriede Irrall: Judy Milton
- Heinz von Cleve: André Reynaud
- Karl Friedrich: Warren
- Gretl Schörg: Katie
- Harald Meister: Sergeant
- Joachim Böse: Tom Foster
- Kurt Faber: Ritchie
- Mira Hinterkausen: Krankenschwester
- Fritz Leo Liertz
- Wolf Schlamminger u. v. a.
- Deutsch von Marianne de Barde
- Musik: Hans Jönsson
- Regie: Eduard Hermann

## Veröffentlichungen
- Paul Temple und der Fall Spencer ist beim Audio Verlag auf CD und MC erschienen. (ISBN 3898133265)